# Zdeněk Rylich
Zdeněk Rylich (Nymburk, 7 marzo 1931 – Praga, 3 settembre 2024) è stato un cestista cecoslovacco.
Era fratello di Bohuslav Rylich.

## Carriera
Con la Cecoslovacchia disputò i Giochi olimpici di Helsinki 1952 e cinque edizioni dei Campionati europei (1951, 1953, 1955, 1957, 1959).

## Palmarès
- Campionato cecoslovacco: 2

Slovan Orbis Praga: 1956-57, 1958-59